# Xian autonome hui de Dachang
Le xian autonome hui de Dachang (大厂回族自治县 ; pinyin : Dàchǎng huízú Zìzhìxiàn) est un district administratif de la province chinoise du Hebei. Il est placé sous la juridiction de la ville-préfecture de Langfang.

## Démographie
La population du district était de 111 112 habitants en 1999.